# Cyphonistes roeri
Cyphonistes roeri är en skalbaggsart som beskrevs av S. Endrödi 1980. Cyphonistes roeri ingår i släktet Cyphonistes och familjen Dynastidae. Inga underarter finns listade i Catalogue of Life.